# 3112 Хлєбников
3112 Хлєбников (3112 Velimir) — астероїд головного поясу, відкритий 22 серпня 1977 року.
Тіссеранів параметр щодо Юпітера — 3,511.
Названо на честь Хлєбникова Велимира (справжнє ім'я Віктор Володимирович Хлєбников, 1885-1922) - російського поета і прозаїка, діяча авангардного мистецтва.